# Benjamin Bathurst
Benjamin Bathurst (18 de marzo de 1784 – ¿25 de noviembre de 1809?) fue un enviado diplomático británico que desapareció en Alemania durante las Guerras Napoleónicas. Era el tercer hijo  de Henry Bathurst, obispo de Norwich.
Bathurst desapareció alrededor del 25 de noviembre de 1809, provocando mucho debate y especulación sobre su destino definitivo, especialmente en historias de ciencia ficción, basadas en la extendida creencia (fomentada por fuentes secundarias) de que su desaparición fue particularmente repentina, quizás sobrenatural. Las investigaciones más recientes sugieren que las circunstancias de la desaparición de Bathurst fueron enormemente adornadas, y que seguramente murió asesinado.

## Carrera
Bathurst ingresó al servicio diplomático a una edad temprana y fue promovido al puesto de secretario de la legación británica en Livorno. En 1805, se casó con Phillida Call, hija de Sir John Call, un terrateniente y baronet de Cornualles.
En 1809, fue enviado a Viena como enviado por su pariente Henry Bathurst, Secretario pro tempore de Asuntos Exteriores. Su misión era ayudar en la reconstrucción de la alianza entre Gran Bretaña y Austria y tratar de alentar al emperador Francisco II a declarar la guerra a Francia, lo que hizo el emperador en abril.
Sin embargo, los austríacos se vieron obligados a abandonar Viena a las fuerzas francesas y finalmente demandaron la paz después de ser derrotados por los franceses en la Batalla de Wagram en julio de 1809. Bathurst fue rápidamente llamado a Londres y decidió que la ruta más segura era viajar al norte y tomar el barco de Hamburgo.

## Desaparición
El 25 de noviembre de 1809, Bathurst y su correo alemán, Herr Krause, viajando en tílburi bajo los alias de "Barón de Koch" y "Fischer" respectivamente, se detuvieron en la ciudad de Perleberg, al oeste de Berlín.
Después de pedir caballos frescos en la casa de correos, Bathurst y su acompañante caminaron hasta una posada cercana, el Cisne Blanco. Después de ordenar una cena temprana, se dice que Bathurst pasó varias horas escribiendo en una pequeña habitación que se le reservó en el local. La partida de los viajeros se retrasó y no fue hasta las 9 p. m. que les dijeron que los caballos estaban a punto de ser enganchados a su carruaje. Bathurst dejó inmediatamente su habitación, seguido poco después por Krause, quien se sorprendió al no encontrar a Bathurst en el tílburi cuando llegó y de hecho no le encontró por ninguna parte.
La desaparición no creó mucha emoción en el momento, dado que el país se encontraba infestado de bandidos, rezagados del ejército francés, y revolucionarios alemanes. Además, los asesinatos y los robos eran tan comunes que la pérdida de un viajero comercial (bajo cuya falsa identidad viajaba Bathurst) apenas se notaba, especialmente dado que en aquellos tiempos apenas existían autoridades legales en Prusia.
La noticia de la desaparición de Bathurst no llegó a Inglaterra en varias semanas, hasta que Krause logró llegar a Hamburgo y tomar el barco para Inglaterra. En diciembre el padre de Bathurst, el obispo de Norwich, recibió un citación del Secretario de Asuntos Exteriores, Richard Wellesley, para que le atendiera en Apsley House, donde Wellesley le informó de la desaparición de su hijo.
La esposa de Bathurst, Phillida, partió de inmediato para Alemania a buscar a su marido, acompañada por el explorador Heinrich Röntgen. Llegaron a Perleberg para descubrir que las autoridades ya habían estado encargándose del asunto y que el capitán von Klitzing había sido puesto al mando de la investigación. Una vez se le notificó la desaparición de Bathurst, había movilizado a sus tropas en una búsqueda enérgica, aparentemente trabajando en la suposición inicial de que el hombre desaparecido lo había hecho por voluntad propia. El día 26, el río Stepenitz fue rastreado, y los funcionarios civiles ordenaron una segunda búsqueda en la aldea. El 27 de noviembre de 1809 el valioso abrigo de pieles del inglés– valorado en 200 o 300 táleros prusianos– fue descubierto escondido en una dependencia propiedad de una familia apellidada Schmidt. Luego, el 16 de diciembre, dos ancianas que buscaban en el bosque cerca de Quitzow, tres millas al norte de Perleberg, se encontraron los pantalones de Bathurst.
La investigación rápidamente reveló que August Schmidt había estado trabajando como mozo de cuadra en el patio del Cisne Blanco en la noche en que Bathurst desapareció, y que su madre, quién también trabajaba en la posada, se había llevado el abrigo del inglés. Frau Kestern, una mujer empleada en la cafetería, atestiguó años más tarde que inmediatamente después de que Bathurst había visitado el establecimiento, August Schmidt había entrado, le preguntó a dónde había ido el visitante, luego corrió tras él y (suponía) aprovechó alguna oportunidad para atacarle.
Una recompensa de 500 táleros se ofreció por cualquier noticia y se pagó dinero a los miembros de la policía local para agilizar las cosas. Esto, aun así, solo sirvió para enturbiar el caso cuando muchos informes falsos y ofertas de información fueron hechas por personas que solo buscaban la recompensa.
En marzo, la señora Bathurst inspeccionó toda la zona de Perleberg a un elevado costo, el cual incluyó el uso de perros entrenados, pero sus esfuerzos fueron en vano. Entonces viajó a Berlín y después a París (bajo un salvoconducto especial pues entonces Gran Bretaña y Francia estaban en guerra) para ver al propio Napoleón, esperando obtener de él algo sobre el destino de su marido. Aun así, cuando fue recibida por el emperador francés, este declaró su ignorancia sobre el asunto y le ofreció su ayuda.

### Informes de prensa contemporáneos
En enero de 1810, la prensa inglesa y francesa habían oído del asunto y habían empezado a hablarlo. The Times publicó un artículo en enero de 1810 el cual posteriormente apareció en otros diarios ingleses:

Hay demasiadas razones para temer que el relato de la muerte de Mr Bathurst, último enviado al emperador de Austria, insertado en un diario de París, tenga razón en cuanto al hecho principal. Se afirmó, en un artículo de noticias de Berlín, de la fecha del 10 de diciembre, que el señor Bathurst había mostrado síntomas de locura en su viaje por la ciudad, y que posteriormente había caído por su propia mano en las cercanías de Perleberg. Sin embargo, se ha recibido información en estos pocos días, que a la fuerza tiende a corregir la culpabilidad de la muerte o desaparición del señor Bathurst al gobierno francés. Parece que el señor Bathurst salió de Berlín con pasaportes del gobierno prusiano y excelente salud, tanto física como mental. Tenía que ir a Hamburgo, pero nunca llegó a Hamburgo. En alguna ciudad cercana a los territorios franceses fue secuestrado, como se supone, por un grupo de soldados franceses. Lo que pasó después no se conoce con precisión. Se han encontrado sus pantalones cerca de la ciudad donde fue capturado, y una carta en ellos a su esposa, pero nada más. El gobierno prusiano, al recibir la información, manifestó el arrepentimiento más profundo y ofreció una gran recompensa por el descubrimiento de su cuerpo. Ningún éxito, sin embargo, ha asistido a la oferta.
The Times, 20 de enero 1810

El gobierno francés se agitó ante la acusación de que habían secuestrado o asesinado a Bathurst y respondieron en su revista oficial, Le Moniteur Universel:

Inglaterra sola, entre todas las naciones civilizadas, ha renovado el ejemplo de pagar asesinos y fomentar crímenes. Según las cuentas de Berlín, el Señor Bathurst estaba trastornado en su mente. Esta es la costumbre del gabinete británico: dar sus misiones diplomáticas a las personas más tontas y sin sentido que produce la nación. El cuerpo diplomático inglés es el único en el que los ejemplos de locura son comunes.
Le Moniteur Universel, 29 de enero de 1810.

### 1852, descubrimiento
El 15 de abril de 1852, durante la demolición de una casa en la carretera de Hamburgo a Perleberg, a trescientos pasos del Cisne Blanco, se descubrió un esqueleto enterrado bajo el umbral del establo. La parte posterior del cráneo mostraba una fractura como por el golpe de un instrumento pesado. Todos los dientes superiores estaban perfectos, pero uno de los molares inferiores mostraba signos de haber sido extraído profesionalmente por un dentista. El dueño de la casa, un albañil llamado Kiesewetter, había adquirido la casa en 1834 a Christian Mertens, quién había servido en el Cisne Blanco durante el periodo en que Bathurst desapareció.
La hermana de Bathurst, la señora Thistlethwaite, viajó a Perleberg pero no pudo decir concluyentemente si el cráneo pertenecía a su hermano o no.

### Investigación moderna
Una investigación detallada realizada por el escritor Mike Dash publicada en Fortean Times en 1990 concluyó que los detalles presuntamente misteriosos de la desaparición de Bathurst habían sido muy exagerados con los años, y que Bathurst casi ciertamente fue asesinado.